# Macrocentrus nigridorsis
Macrocentrus nigridorsis – gatunek błonkówki z rodziny męczelkowatych.

## Zasięg występowania
Ameryka Północna, występuje od Alaski i  Nowej Fundlandii i Labradoru na północy, po Karolinę Północna, Teksas, Kolorado i Oregon na południu.

## Biologia i ekologia
Macrocentrus nigridorsis  jest poliembriotycznym parazytoidem motyli z rodzin zwójkowatych, wachlarzykowatych i skonikowatych. Atakuje m.in. Olethreutes fasciatana, Olethreutes inornatana, Archips purpurana, Clepsis melaleucana, Clepsis persicana, Choristoneura conflictana, Choristoneura parallela, Choristoneura rosaceana, Pseudosciaphila duplex oraz rodzaje Sparganothis, Gnorimoschema i Pyrausta. Z jednego żywiciela  wychodzi średnio 36 dorosłych osobników.